# اس‌اس تینوالد (۱۹۴۷)
اس‌اس تینوالد (۱۹۴۷) (به انگلیسی: SS Tynwald (1947)) یک کشتی بود که طول آن ۳۴۵ فوت (۱۰۵ متر) بود. این کشتی در سال ۱۹۴۷ ساخته شد.